# Booboo Stewart
Nils Allen Stewart Jr. (Beverly Hills, California; 21 de enero de 1994), más conocido como Booboo Stewart, es un actor y cantante estadounidense. Es conocido por interpretar a Seth Clearwater en la Saga de Crepúsculo, Warpath en X-Men: días del futuro pasado, y Jay en las películas para televisión de Disney Channel Descendants, Descendants 2 y Descendants 3.

## Primeros años
Nils Allen Stewart Jr. nació en Beverly Hills, California. Su padre, Nils Allen Stewart, es un doble profesional. Tiene ascendencia japonesa, china y coreana por parte de su madre y ascendencia rusa, escocesa y pies negros (tribu americana) por parte de su padre.

## Carrera
Fue presentado en el salón de la fama de las Artes Marciales Junior, y ganó en 2002 y 2003 el título de Campeón Mundial de las Artes Marciales para la categoría de su edad.

### Actoral
Fue nombrado el chico más talentoso de América por un show de televisión.
Hizo una miniserie de un grupo infantil de hip-hop llamada Fly Kidz junto con el también bailarín y actor Adam G. Sevani. Ese mismo año salió en el anuncio de la marca JC Penney (2005) en el cual también salen Alyson Stoner y Adam G. Sevani.
Se le puede ver también en los videos de Camp Rock Freestyle Jam de nuevo junto con Alyson Stoner.
Como cantante, su última interpretación ha sido en 2010, cuando participó en la grabación de «Bajo el mar» (de la película La Sirenita) para la recopilación de DisneyMania Disney 7.
Su primera película fue The Conrad Boys interpretando a Ben Conrad. Durante los años 2006-2010 tuvo participación o protagonizó varios independientes, vídeos o películas de televisión.
BooBoo realizó la gira Best of Both Worlds Tour de Miley Cyrus como Hannah Montana en la que participaron los Jonas Brothers y apareció en los anuncios de destino de la misma banda y en el comercial de Danimals con Miley Cyrus. También viajó en la serie de conciertos que realizó Camp Rock Freestyle Jam.
En 2010, apareció en la película Logan. Ese mismo año interpretó a Seth Clearwater en Eclipse, la tercera entrega de la serie de la saga Crepúsculo. Volvió a interpretar a su personaje, que se vuelve más importante, en las siguientes entregas de la saga, Amanecer Parte 1 y Parte 2.
En 2014 apareció en la película " X-Men: días del futuro pasado" como James Proudstar/Warpath.
En la película Descendientes (estrenada el 31 de julio de 2015) interpretó a Jay, el hijo de Jafar.
Conformaba el grupo de los cuatro hijos de los villanos más famosos de Disney, junto a diferentes actores adolescentes.
También es conocido por su participación en la serie de Netflix Julie and The Phantoms, donde interpreta a Willie, un chico que murió patinando en plena vía y ahora pasea en skate por las calles libremente como un fantasma.

### Musical
Boo Boo también fue miembro del T-Squad, un grupo de hip hop/pop patrocinado por Disney y que hizo presentaciones por Norteamérica. Ellos lanzaron su primer álbum en abril de 2007.
Grabó el tema de apertura de los Juegos de Disney Channel 2008 titulado "Let's Go!". Y en 2010 "Under the Sea" (de la película La Sirenita) para la recopilación Disney disco DisneyMania 7.

## Filmografía
| Cine             | Cine                                    | Cine                       | Cine                                                                          |
| Año              | Título                                  | Rol                        | Notas                                                                         |
| ---------------- | --------------------------------------- | -------------------------- | ----------------------------------------------------------------------------- |
| 2004             | Yard Sale                               | Niño                       |                                                                               |
| 2005             | Pit Fighter                             | Vendor                     |                                                                               |
| 2006             | 18 Fingers of Death!                    | Joven Buford               |                                                                               |
| 2006             | The Conrad Boys                         | Ben Conrad                 |                                                                               |
| 2006             | 666: The Child                          | Donald                     |                                                                               |
| 2007             | The Last Sentinel                       | Young Tallis               |                                                                               |
| 2007             | Uncle P                                 | Chico en bici              |                                                                               |
| 2008             | The Fifth Commandment                   | Joven Chance               |                                                                               |
| 2009             | American Cowslip                        | Cary                       |                                                                               |
| 2009             | How I Survived the Zombie Apocalypse    | Hijo                       | Cortometraje                                                                  |
| 2010             | Dark Games                              | Jake Wincott               |                                                                               |
| 2010             | The Twilight Saga: Eclipse              | Seth Clearwater            | Elenco secundario, película para cine                                         |
| 2010             | Logan                                   | Ben                        | También productor                                                             |
| 2010             | Smitty                                  | Peabo                      |                                                                               |
| 2011             | Jake Stevens: The Last Protector        | Jake Stevens               |                                                                               |
| 2011–12          | The Twilight Saga: Breaking Dawn        | Seth Clearwater            | Elenco secundario, película para cine                                         |
| 2012             | White Frog                              | Nick Young                 |                                                                               |
| 2012             | Just Yell Fire: Campus Life             | Él mismo                   | Documental                                                                    |
| 2013             | Hansel & Gretel: Warriors of Witchcraft | Jonah (Hansel)             |                                                                               |
| 2013             | Running Deer                            | Tyler                      | Cortometraje                                                                  |
| 2014             | X-Men: días del futuro pasado           | Warpath                    |                                                                               |
| 2014             | An Evergreen Christmas                  | Angel                      |                                                                               |
| 2014             | The Last Survivors                      |                            |                                                                               |
| 2014             | Like a Country Song                     | Bobby                      | Personaje Secundario                                                          |
| 2015             | Hope Bridge                             | Jackson                    |                                                                               |
| 2015             | He Never Died                           | Jeremy                     |                                                                               |
| 2015             | Dominion                                | Marek                      |                                                                               |
| 2016             | Honeyglue                               | Bailey                     |                                                                               |
| 2017             | American Satan                          | Vic Lakota                 |                                                                               |
| 2018             | Marvel Rising: Secret Warriors          | Victor Kohl / Exilio (voz) |                                                                               |
| 2021             | The Valiant Circus Penguin              | Victor (voz)               |                                                                               |
| Televisión       |                                         |                            |                                                                               |
| Año              | Título                                  | Rol                        | Notas                                                                         |
| 2004             | Steve Harvey's Big Time Challenge       | Artista marcial            |                                                                               |
| 2004             | Skeleton Man                            | Niño guerrero              | Película para televisión                                                      |
| 2004–06          | Dante's Cove                            | Stephen                    | 5 episodios                                                                   |
| 2005             | ER                                      | Power Ranger               | Episodio: "Man with No Name"                                                  |
| 2006             | Everybody Hates Chris                   | Niño / Ping                | 2 episodios                                                                   |
| 2006             | Blue Dolphin Kids                       | Él mismo / anfitrión       | 11 episodios                                                                  |
| 2010             | CSI: Miami                              | Kenny Turner               | Episodio: "Die by the Sword"                                                  |
| 2011             | TNA Impact                              | Él mismo                   |                                                                               |
| 2011             | Good Luck Charlie                       | Kai                        | Episodios: "Sun Show Part 1" & "Sun Show Part 2"                              |
| 2011             | R.L. Stine's The Haunting Hour          | Kai                        | Episodio: "Pool Shark"                                                        |
| 2012             | Kickin' It                              | Carson                     | Episodio: "New Jack City"                                                     |
| 2013             | Space Warriors                          | Conway                     | Película para televisión                                                      |
| 2014             | Hawaii Five-0                           | Tommy Fa'aloa              | Episodio: "Ma Lalo o ka 'ili"                                                 |
| 2015             | Grimm                                   | Simon George               | Episodio: "Mishipeshu"                                                        |
| 2015             | CSI: Cyber                              | Owen Campbell              | Episodio: "URL, Interrupted"                                                  |
| 2015             | Blue Peter                              | Él mismo                   | 1 episodio                                                                    |
| 2015             | Descendants                             | Jay                        | Elenco principal, película de TV Disney Channel                               |
| 2015–17          | Descendants: Wicked World               | Jay (voz)                  | Elenco principal, serie de TV Disney Channel                                  |
| 2016             | Lab Rats: Elite Force                   | Roman                      | Recurrente                                                                    |
| 2017             | Descendants 2                           | Jay                        | Elenco Principal, película de TV Disney Channel                               |
| 2018             | Westworld                               | Etu                        | Recurrente                                                                    |
| 2019             | Descendants 3                           | Jay                        | Elenco principal, película de TV Disney Channel                               |
| 2020             | Julie and the Phantoms                  | Willie                     | Personaje secundario                                                          |
| 2022—24          | Good Trouble                            | Luca Ryusaki               | Elenco principal (temporada 5) recurrente (temporada 4), serie de TV Freeform |
| Videos musicales |                                         |                            |                                                                               |
| Año              | Título                                  | Artista(s)                 | Notas                                                                         |
| 2004             | "Just Lose It"                          | Eminem                     |                                                                               |
| 2005             | "Keep It Goin' On"                      | Daichi Miura               |                                                                               |
| 2008             | "Kung Fu Fighting"                      | Cee-Lo Green & Jack Black  |                                                                               |

## Discografía

### Álbumes en bandas sonoras
| Descendants                                                                 | - Lanzamiento: 31 de julio de 2015 - Formato: CD, digital download - Discográfica: Walt Disney Records | 1 | 1 | 57 | 178 | 102 | 50 | 19 | 50 | — | 36 |
| Descendants 2                                                               | - Lanzamiento: 21 de julio de 2017 - Formato: Descarga digital - Discográfica: Walt Disney             | 6 | 1 | 64 | 192 | —   | —  | —  | —  | — | —  |
| "—" indica que el álbum no fue lanzado o no se posicionó en ese territorio. | |   |   |    |     |     |    |    |    |   |    |

### Sencillos
| "Ways to Be Wicked" (con Dove Cameron, Sofia Carson & Cameron Boyce)           | 2017 | — | Descendants 2 |
| "—" indica que el sencillo no fue lanzado o no se posicionó en ese territorio. |      |   |               |

### Otras canciones listadas
| "Rotten to the Core" (con Dove Cameron, Cameron Boyce & Sofia Carson)                                                                 | 2015 | 38 | 66 | - RIAA: Gold | Descendants   |
| "Set it Off" (con Dove Cameron, Sofia Carson, Cameron Boyce, Mitchell Hope, Sarah Jeffery & Jeff Lewis)                               | 2015 | —  | —  |              | Descendants   |
| "Chillin' Like a Villain" (con Sofia Carson, Cameron Boyce & Mitchell Hope)                                                           | 2017 | 95 | —  |              | Descendants 2 |
| "It's Goin' Down" (con Dove Cameron, Sofia Carson, Cameron Boyce, China Anne McClain, Mitchell Hope, Thomas Doherty & Dylan Playfair) | 2017 | 77 | —  |              | Descendants 2 |
| "You and Me" (con Dove Cameron, Sofia Carson, Cameron Boyce, Mitchell Hope & Jeff Lewis)                                              | 2017 | —  | —  |              | Descendants 2 |
| "—" indica que no fue lanzado o no se posicionó en ese territorio.                                                                    |      |    |    |              |               |

### Apariciones
| Título                | Año  | Otro(s) artista(s)                                      | Álbum                                              |
| --------------------- | ---- | ------------------------------------------------------- | -------------------------------------------------- |
| "Under the Sea"       | 2010 |                                                         | Disneymania 7                                      |
| "Just So Right"       | 2012 | Fivel Stewart                                           | White Frog Soundtrack                              |
| "So Good So Strange"  | 2012 | Frequency 5                                             | Don't Ring My Doorbell                             |
| "Run Away"            | 2013 | Fivel Stewart                                           | Hansel & Gretel: Warriors of Witchcraft Soundtrack |
| "Jolly to the Core"   | 2016 | Dove Cameron, Sofia Carson & Cameron Boyce              | Disney Channel Holiday Hits - EP                   |
| "The New Kid in Town" | 2020 | Baby Ariel, Meg Donnelly, Chandler Kinney & Pearce Joza | Z-O-M-B-I-E-S 2                                    |